# Ducado de Cantabria

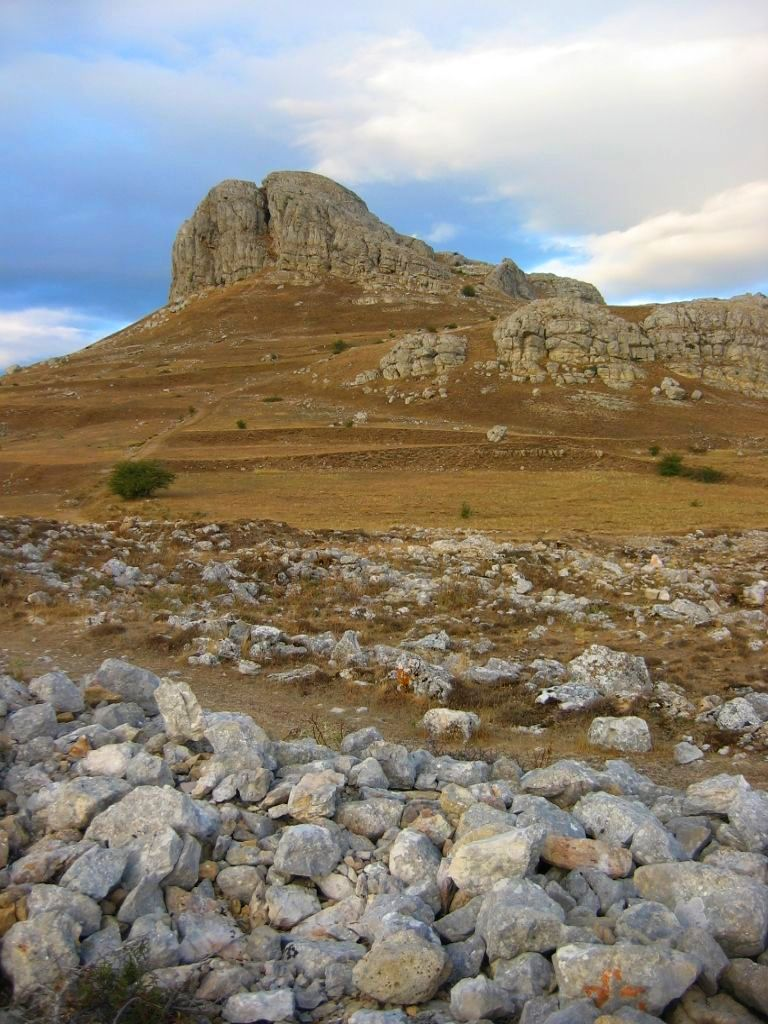
Peña Amaya, donde se localizaba la antigua ciudad cántabra de Amaya. Situada en el extremo meridional de La Lora burgalesa, se asoma como una adelantada atalaya sobre la campiña castellana

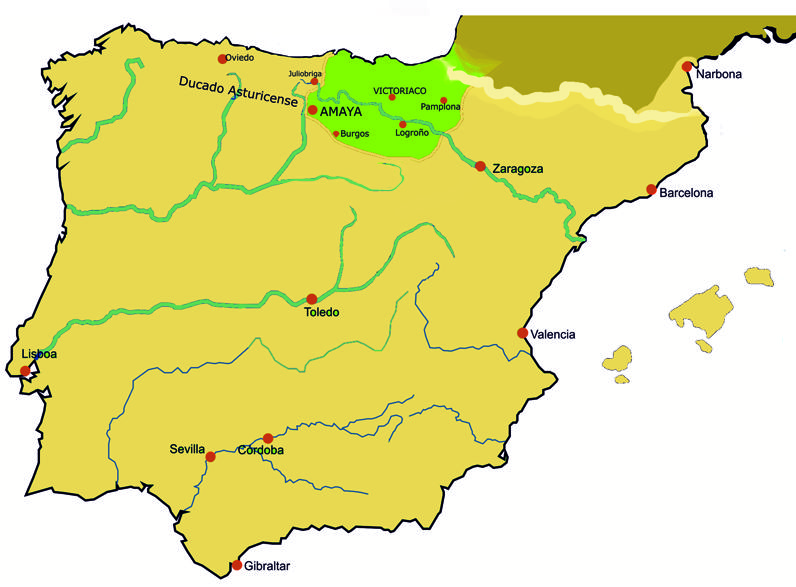
Límites hipotéticos del ducado de Cantabria, según Martínez Díez

El ducado de Cantabria o provincia de Cantabria fue una región administrativa o militar del reino visigodo de Toledo, surgida como consecuencia de la anexión de las tierras del norte de Burgos hasta la costa cantábrica por el rey Leovigildo, completada hacia 581. Las evidencias documentales disponibles, como el acta conciliar del XIII Concilio de Toledo, o los apuntes del Anónimo de Rávena, a pesar de ser unos indicios claros de la existencia de este ducado, no son pruebas irrebatibles, y frente a los historiadores que mantienen la legitimidad de esta división, otros sostienen que la dignidad de dux conferida a Pedro de Cantabria era más honorífica que material. Sus límites hipotéticos siguen sin estar del todo claros hoy en día. Para Martínez Diez, sus límites aproximados estaban fijados en el norte por la costa cantábrica, desde la Aquitania pirenaica a la bahía de Santander; desde aquí, y en dirección sur-sureste remontaban el valle del Pas hasta la confluencia con el Luena, y seguían hasta el puerto del Escudo, y desde aquí a Aguilar de Campoo; continuaban por el cauce del alto Pisuerga hasta las proximidades de Peña Amaya, donde se estableció la capital; continuaban en dirección este-sureste hasta Burgos para seguir las estribaciones de la sierra de la Demanda hasta Ágreda y dirigirse al norte-noreste, pasando por Sangüesa hasta los Pirineos.
Para González Echegaray, el ducado de Cantabria debía englobar los territorios de los antiguos cántabros, incidiendo en el hecho de que las fuentes clásicas mencionan el monte Hijedo, en la actual comunidad autónoma de Cantabria, como parte de esta provincia. De igual manera, Pereda de la Reguera considera que la extensión del ducado no solo incluiría el territorio de los cántabros, sino un área mucho más amplia que se adentra hasta La Rioja, no viendo lógico además que el nombre de Cantabria o la presencia de cántabros pudiera flotar sobre un territorio durante una época concreta.
La creación de esta provincia, encomendada a un dux, tenía como propósito asegurar la estabilidad del reino visigodo en el norte de la península ibérica, amenazada por las tribus vasconas. Tras el colapso de la monarquía visigoda con la invasión musulmana, el ducado fue sometido al hostigamiento de los invasores, que terminaron por conquistar y destruir la capital del ducado, Amaya, en 714. La primera constancia documental del nombre de la provincia data del año 682, cuando San Julián refiere la estancia del rey Wamba en Cantabria.
No hay que confundir el ducado de Cantabria con el territorio de las antiguas tribus cántabras, cuya área de influencia fue bastante menor y no estaba completamente incluida en esta demarcación. La equivalencia entre la Cantabria romana, el ducado de Cantabria y la Cantabria actual ha sido objeto de debate.

## Contexto histórico y territorial
La romanización de Hispania tuvo entre las etnias del norte peninsular un carácter menos profundo y extenso que la del resto del territorio hispano.  Estas tribus estaban incluidas en la provincia Tarraconense, y entre ellas, eran las cántabras y las astures montañesas las que más se resisitieron al dominio del imperio romano. Mientras los vascones estaban ligados a Roma por una relación de amistad y colaboración parecida a la de los galaicos, la resistencia cántabro-astur obligó al imperio a emprender una de las campañas más largas de su historia.
El interés principal de la metrópoli por estas tierras, de terreno muy abrupto y no apto para la agricultura extensiva, estaba en la explotación minera de las menas auríferas y férricas del norte, tales como las de Las Médulas o de Cabárceno, para lo que había que adecuar y asegurar las rutas de transporte, y en la defensa de sus aliados contra las incursiones de saqueo de las tribus cántabras.
Esto puede explicar la escasez de urbes romanas en Cantabria, y que la huella imperial casi se limitase a la construcción de vías de comunicación, a la articulación de una estructura administrativa elemental y a una latinización que terminó por imponerse después de 400 años de dominio romano. El declive de Roma y la paulatina descomposición del imperio hasta su colapso, ejemplificado con la desaparición de las ciudades romanas de Julióbriga y Flavióbriga, supondría la recuperación de la independencia de los pueblos cantábricos de un poder central, aunque como señala Guinea, es muy improbable que regresasen a su antiguo sistema de organización social y cultural, salvo quizá en la reaparición de algunas tradiciones indígenas limitadas al ámbito familiar. Hay que añadir que la sangría que supusieron para la población indígena las guerras cántabras —muertos en combate, exterminio de los varones capaces de pelear y la deportación para trabajar como esclavos— junto con la obligación subsecuente de abandonar los castros de las alturas para concentrarse en las tierras llanas, más fáciles de controlar, hubo de tener como consecuencia la despoblación de buena parte del norte peninsular.
La posterior monarquía visigoda no pareció mostrar más interés por la región cantábrica que la que había manifestado anteriormente Roma. La escasez de vestigios visigodos, concentrados en Campoo (cueva de los Hornucos, necrópolis de Espinilla, yacimiento de El Castillete de Reinosa) y en las zonas costeras, sugiere que la influencia germánica se limitó a las zonas de comunicación con la Meseta y a los puertos marítimos, lugares donde ya había asentada una población hispanorromana, mientras que los núcleos más pequeños y aislados, y por tanto más ajenos a la romanización y visigotización, sufrieron una decadencia irreversible, como atestigua la casi total inexistencia de testimonios culturales de la población indígena prerromana en la época post-imperial.

## La llegada de los visigodos
En el prólogo de "Las glosas Emilianenses", Ramón Menéndez Pidal apunta la hipótesis de que antes de la irrupción visigoda ya existiese en el siglo V una demarcación militar romana entre los astures, la Tierra de Campos, la Rioja Baja y el mar Cantábrico, y fueron precisamente los Campi Gothorum, al sur de esa marca, lugar de asiento de los visigodos en el siglo VI. La presión visigoda sobre las tribus vasconas provocó probablemente una superpoblación de los montes vascos con las subsecuentes incursiones de saqueo en el llano, que quedó como territorio inestable e inseguro.
Historiadores como Albornoz o Schulten han defendido la teoría de la invasión y desplazamiento de los vascones a la Vardulia y el territorio de los caristios y autrigones, quizá amparados por sus aliados romanos, o bien aprovechando la descomposición del imperio y los primeros años de desorden con la invasión visigoda. Aunque no hay evidencia clara de la naturaleza, extensión e importancia de los supuestos saqueos de los vascones, sí parece cierto que hubo de existir un conflicto de gravedad suficiente como para que Leovigildo pospusiera la represión de la rebelión de su hijo Hermenegildo en el sur peninsular, para rematar la conquista del norte.
Sea motivado por los saqueos de vascones, para contener la expansión vascona, o para aumentar y unificar su reino, el monarca visigodo conquista la plaza cántabra de Amaya en 574, y en 581 funda Victoriaco, situada probablemente en la llanada alavesa muy cerca de la actual Vitoria. La nueva provincia se convertía así en una de las ocho divisiones del reino visigodo de Toledo y la base militar utilizada por el rey Wamba para controlar a los vascones. Esta provincia terminaría por ser administrada por un dux, como puede comprobarse con la firma de ocho duques en el XIII Concilio de Toledo (año 683), como representantes de ocho provincias, dos más que las provincias romanas predecesoras: Asturias y Cantabria.

## Configuración
La monarquía visigoda se anexionó, como queda dicho, la tierra de los cántabros, caristios, várdulos, autrigones y vascones, aunque parece que su dominio fue precario, como demostrarían las frecuentes revueltas vasconas, que se prolongaron hasta el año 711 y provocaron las represiones militares de Recaredo en 590, Gundemaro en 610, Sisebuto, Suintila en 621, Recesvinto Chindasvinto en 642, Wamba en 672 y el mismo Rodrigo. La huella goda en tierra vascona, bastante difusa, tiene como máximos exponentes la fundación de las ciudades -quizá bastiones militares- de Victoriaco (Leovigildo) y Olite, además de los restos en las necrópolis de Pamplona y el yacimiento de Ciudad de Cantabria (Logroño).
Entre los reinados de Leovigildo y Sisebuto, la crónica de Fredegario habla de un dux de Cantabria llamado Francio que se hallaba bajo la tutela y tributo del Reino Merovingio. No se encuentran más referencias a este hecho en las demás fuentes, pero la arqueología ha demostrado la expansión de los enterramientos de tipo "aquitano" por los territorios más orientales que se adscriben al ducado, lo que demuestra la penetración del dominio merovingio.
Sin embargo, no se tiene constancia fehaciente de cuándo ni cómo se constituyó este ducado. El indicio más claro es la existencia de un Petris ducis justo antes de la invasión musulmana, pero se ignoran las atribuciones de este dux y quiénes fueron sus antecesores en el cargo, salvo quizá y con muchas reservas, el duque Favila. Para autores como Castillo y Montenegro, la creación del ducado debió hacerse entre 653 y 683, basándose en que en el VIII Concilio de Toledo sólo había seis firmas correspondientes con seis duces provinciae, mientras que en las actas del XIII concilio había ocho firmas.
De este ducado se desconoce, además, su función dentro de la corona, discutida desde diferentes perspectivas. Con Chindasvinto y Recesvinto aparece la figura del dux provinciae, un jefe castrense que para Pérez-Bustamante era la máxima autoridad judicial de una provincia, del que dependían los comites y los iudices. La delimitación de las funciones del dux es compleja, pues reunían en torno a su figura tanto los poderes heredados de las estructuras provinciales romanas como la nueva organización goda. Hasta el momento sólo se han reconocido como duques de Cantabria, con alguna certeza, al dux Pedro y a su hijo Alfonso. De los demás posibles duques citados en cronicones, a veces documentos fehacientes y otras simples falsificaciones, no hay información suficientemente fiable. Juan Antonio Llorente afirma que hubo duques en Cantabria desde la época gótica, casi todos ellos de linaje real visigodo, siendo vasallos del reino visigodo excepto el último, vasallo del asturiano. Estos son: Favila, Beremundo, Pedro, Pelayo, Alfonso y Fruela.

## Discusión histórica sobre su localización
El Ducado de Cantabria habría sido fundado en un periodo oscuro de la historia del norte de Hispania. Poco se sabe fehacientemente de la organización territorial del reino visigodo de Toledo. En la historiografía española existen opiniones dispares acerca de la localización territorial del Ducado. Unos autores, como González Echegaray, consideran que se extendía sobre las faldas de la Cordillera Cantábrica, mientras que otros historiadores, como Sánchez Albornoz, se inclinan por considerar a La Rioja como la zona nuclear del ducado.
Igualmente hay divergencias sobre la posesión de territorios históricamente definidos en algunas épocas, como la defensa que hace Llorente en 1808 de la pertenencia del señorío de Vizcaya al ducado, alegando que era entonces parte de los territorios del dux Pedro y no un señorío especial. Llorente afirma que Vizcaya aún era parte del ducado cuando éste, según él perteneciente al Reino de Navarra, fue dado en herencia por el rey Sancho a García. Tal sentencia concuerda con la Crónica Pinatense:

Aquesti rey Sancho señorió Nauarra, et Aragon, et el ducado de Cantabria, et todas las tierras que su agüelo Sancho Abarca señorió et conquirió, et por su muller señorió Castiella, et Leon entro Portogal, porque por sucesion fraternal le era prouenido. Et por la su probeza et virtud que en él era, Gascoña se sometió al su principado; et subjugó aqui el comte de Sobrarbe el cual fue su vasallo, et lo reconocieron por senyor.
Crónica pinatense. San Juan de la Peña.

### Núcleo riojano

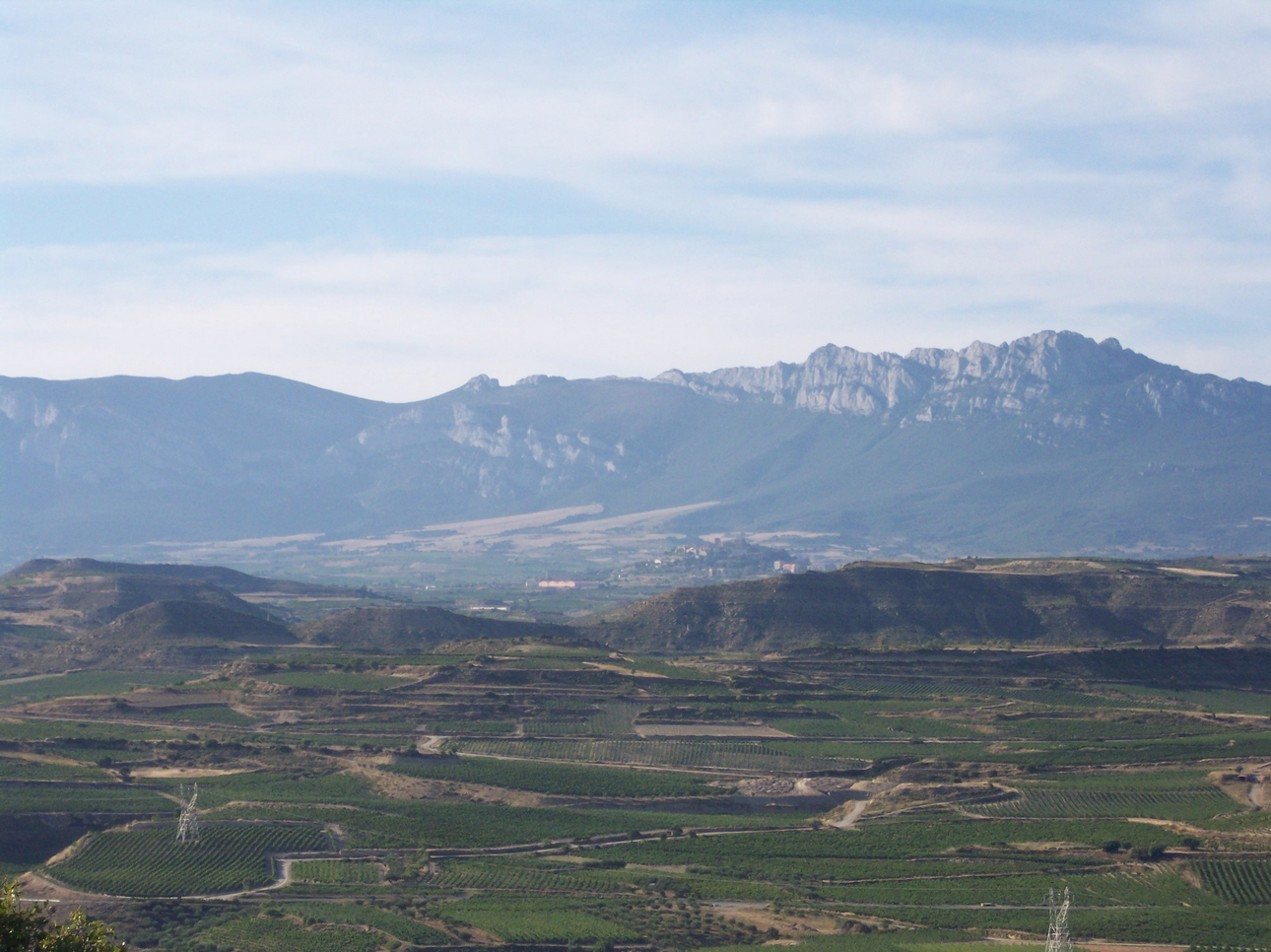
Imagen de la sierra de Toloño, renombrada sierra de Cantabria por Francisco Coello en el siglo XIX, en la Rioja Alavesa.

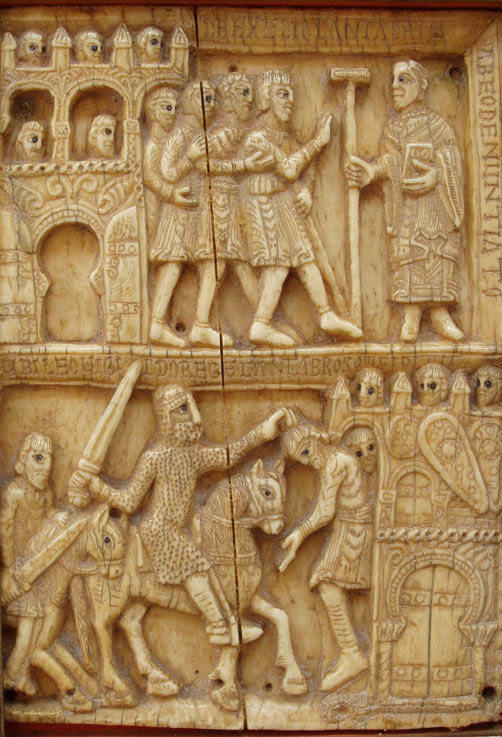
Talla en placa de marfil de la Arqueta de San Millán de la Cogolla en la que se aprecia en la parte superior a San Millán predicando en Cantabria y en la inferior a Leovilgildo montado a caballo en el momento de ajusticiar a Abundancio, previo a la destrucción de la ciudad de Amaya.

Su capital estaría en Peña Amaya, al sur de las "fuentes del Ebro" que menciona Catón el Viejo como el país de los cántabros, y que estuvo poblada hasta la época de la conquista musulmana. En tiempos de los visigodos, se cita en las crónicas que la provincia de Cantabria se extendía hasta tierras de La Rioja, la Ribera Navarra.
Dos serían las poblaciones principales de la provincia: Peña Amaya y la Ciudad de Cantabria, situada cerca de la actual Logroño. Ambas ciudades fueron tomadas en el año 574 por el rey visigodo Leovigildo. Braulio de Zaragoza, obispo de Zaragoza (631-651), relata en su conocida obra sobre la vida de San Millán la predicación de este santo en la segunda de estas dos ciudades. Se presentó ante el Senado cántabro, donde realizó una exhortación a sus habitantes para que se convirtieran. Puesto que los habitantes de Cantabria hicieron caso omiso de los consejos de San Millán, al año siguiente fue destruida por las tropas de Leovigildo:

El mismo año, en los días de Cuaresma, le fue revelada también la destrucción de Cantabria; por lo cual, enviando un mensajero, manda que el Senado se reúna para el día de Pascua. Reúinense todos en el día marcado; cuenta él lo que había visto, y les reprende sus crímenes, homicidios, hurtos, incestos, violencias y demás vicios, y predícales que hagan penitencia. Todos le escuchan respetuosamente, pues todos le veneraban como a discípulo de nuestro Señor Jesucristo; pero uno, llamado Abundancio, dijo que el Santo chocheaba por su ancianidad: mas él le avisó que por sí mismo experimentaría la verdad de su anuncio, y el suceso lo confirmó después, porque murió al filo de la vengadora espada de Leovigildo. El cual, entrando allí por dolo y perjurio, se cebó también en la sangre de los demás, por no haberse arrepentido de sus perversas obras; pues sobre todos pendía igualmente la ira de Dios.
Vita Sancti Aemiliani, XXVI. San Braulio.

La ciudad de Cantabria no volvió a ser reconstruida aunque todavía circulan por La Rioja y Navarra tradiciones e historias relativas a su destrucción: La arqueta de marfil del Monasterio de Yuso contiene imágenes relativas a la predicación de San Millán en la ciudad, y el poeta castellano Gonzalo de Berceo informó de dichos hechos en su biografía en verso de San Millán.

### Núcleo montañés
La Rioja cántabra ha sido discutida por quienes señalan que de la lectura de la Vida de San Millán no se deduce que la Cantabria que Leovigildo ocupa sea la ciudad homónima de Logroño, y que la crónica habla de la actividad del santo en el territorio de los cántabros y el entorno de la ciudad de Amaya. En este sentido Joaquín González Echegaray, que estudió ampliamente este tema en su obra Cantabria en la transición al medievo, señala que:

[...] en la misma tradición del monasterio de San Millán se recuerda la actividad apostólica del Santo en Cantabria, precisando que no es La Rioja, sino la región del Monte Igedo, junto a las fuentes del Ebro, como dice una antigua glosa sobre un códice emilianense del siglo X: Cantabria sita est in mons Iggeto iuxta fons Iberi.

 Así se dice que el hecho de que el Ducado de Cantabria del final de la época visigoda incluyera el valle medio del río Ebro carece de fundamento al no existir argumentos definitivos que así lo indiquen; sin embargo, tanto García Moreno como Martínez Díez muestran el error de este juicio, al señalar diferentes pasajes de otros cartularios, incluido el emilianense, en los que sí se menciona a distintos lugares riojanos como pertenecientes al ducado.

### Núcleo vasco
A finales del XVII y durante el siglo XVIII se expuso la teoría de que la Cantabria prerromana y el posterior ducado habían estado en las actuales provincias vascas. Gabriel de Henao defiende esta corriente en 1689 con cierta incongruencia, pues establece la existencia de Julióbriga cerca de Reinosa y del Portus Victoriae Iuliobrigensium en Santoña, al tiempo que identifica a Castro-Urdiales como antigua Flaviobriga, estableciendo la relación etimológica Portus Amanum-Sámano. Posteriormente, la postura vascocantabrista fue defendida por otro jesuita del siglo XVIII, Manuel de Larramendi, en El imposible vencido. Arte de la lengua bascongada (1736). En esta obra dice:

Los cántabros antiguos, que fueron terror de la Señora Orbe, Roma; (...) y son padres y abuelos de los guipuzcoanos.
Manuel de Larramendi; El imposible vencido. Arte de la lengua bascongada. 

Esta argumentación la desarrolla posteriormente en otro libro, en 1736. No obstante, en él se remite al personaje mítico Tubal, terminando así su argumentación histórica.

## Controversias
Las versiones que remontan el ducado de Cantabria a un Estado surgido de las rebeliones en las montañas tras la conquista romana, tienen su origen en el falsificador Antonio Lupián Zapata y su Cronicón de Hauberto, un documento probado como falso, como inexistente es su supuesto autor original, el benedictino Hauberto.
Diego Gutiérrez Coronel, comisario de la Inquisición en el siglo XVIII, remonta el título de duque o príncipe y la existencia de un Estado cántabro hasta el fin de las guerras cántabras, retratando brevemente a sus señores y los acontecimientos sucedidos durante sus vidas, tomándolos por precursores del condado de Castilla. Llegado a época gótica nombra como duques a Andeca, Beremundo, Pedro y Fruela, diciendo de Pedro que mantuvo una soberanía independiente de los musulmanes y ya no adscrita al reino visigodo. El objetivo del autor era demostrar la independencia de Cantabria, al menos en cierto grado, desde la época romana hasta su inclusión en la corona de Castilla, citando varias fuentes en su texto, como Silio Itálico y el obispo Idacio. Esta versión se apoya en el hecho de que el control visigodo total no iba mucho más allá de Toledo, cuya máxima expresión fue la existencia del reino de Galicia, siendo al principio constantes y documentables las luchas en el norte de España y concretamente en tierras cántabras. De esta época dice Diego Gutiérrez que

Y aunque llegó el rey Leovigildo a la Ciudad de Amaya no pasó de allíi, porque era entonces el confín, y término del Ducado de Cantabria

Explica el origen del ducado diciendo que los cántabros rebeldes, ya vencidos por los romanos, se replegaron a las montañas más norteñas bajo la dirección de un jefe llamado Lupo, que él llama primer príncipe o duque de Cantabria, si bien no constituyó ningún Estado con territorio definido ni estable, el cual acabó casándose con Agripina, hija de Marco Agripa, terminándose temporalmente las hostilidades con Roma; esta historia está tomada de Pedro de Cossío y Celis (s. XVII), hoy duramente criticado. En su discurso, Diego Gutiérrez documenta cómo Cantabria perdió la mayor parte de su territorio tras la conquista romana y cómo recuperó gran parte del mismo en la configuración de su ducado, fijando sus límites antes de la caída de los visigodos en el río Sella al oeste, la villa de Bermeo al este y las cercanías de Bureba al sur; a partir de estos datos ofrece una explicación de la aparición del nombre Cantabria en La Rioja, como extensión natural de este territorio.
Apelando a los cronicones y a los historiadores, Diego Gutiérrez afirma que a finales del siglo VII, a la muerte de Lupo VII, el territorio se fragmenta en tres pedazos, y el soberano de cada uno sigue ostentando el título de duque de Cantabria:
- Andeca: duque de lo que hoy coincide aproximadamente con Las Encartaciones de Vizcaya y La Rioja.
- Beremundo: duque de la futura Asturias de Santillana.
- Pedro: duque de las zonas después lindantes con las Cuatro Villas de la Costa y la antigua región de Bardulia.

Esta versión se enfrenta a la de Llorente en que los duques citados no tenían relación sanguínea ni de vasallaje con los visigodos, explicando así que el título duque de Cantabria no se encuentre en su monarquía, además de que estos no aparezcan en los concilios de Toledo; este último hecho, aunque demostraría la independencia de un Estado cántabro, es opinión del autor y no lo referencia históricamente con ningún documento ni testimonio. Díez Herrera explica la no aparición de los duques en los concilios de Toledo diciendo que el ducado fue incluido en la provincia de Galicia, por lo que sería probable que dependiera en lo religioso de la diócesis de Auca, que sí tuvo presencia en los mencionados concilios.  Por último, Diego Gutiérrez considera el uso popular del nombre Castilla en vida del duque Fruela como causa de la pérdida del de Cantabria.
Toda esta versión queda recogida también por Francisco de la Sota (Crónica de los príncipes de Asturias y Cantabria, 1681) y después por Jerónimo de Zurita, aunque Iglesias Gil, al hablar de los límites históricos de Cantabria y mencionar qué autores defienden esta corriente, señala la lista de duques y príncipes anteriores a los visigodos como mítica y bíblica, basada en el falso cronicón o Crónica de Hauberto.  No obstante, es cierto que a la luz de lo poco que se conoce, los cántabros debieron de disfrutar de una gran autonomía hasta la campaña que contra ellos emprendió Leovigildo, incluso después, como demuestran las escasas y localizadas muestras de aculturación de herencia romana.
Otra corriente importante de deformación del Ducado fue la de los vascocantabristas, enlazada en cierta medida con los intereses personales de la familia Haro, señores de Vizcaya. Inicialmente, la familia Haro trató de identificarse con el linaje de los duques de Cantabria introduciendo su heráldica en obras de autores de los siglos XVII y XVIII, como Pedro Cossío y Celis. Estos autores recurrieron a todo tipo de invenciones, desde Isis y Osiris hasta la Virgen María, para justificar la conexión entre los Haro y los dux de Cantabria. Aprovechando el falso cronicón de Hauberto, los eruditos montañeses comenzaron a realizar extensas genealogías de duques de Cantabria, que pese a carecer de base histórica, fueron extendiéndose. La confrontación entre las ideas vascocantabristas, respaldadas por los jesuitas, y las montañacantabristas, defendidas por los benedictinos, acabaron con la predominancia de las últimas, quedando el vascocantabrismo relegado a los estudiosos de la historia vasca y desalojado de las principales corrientes historiográficas.
Estas versiones, desde el Hauberto hasta Sota, se han demostrado falsas, por carentes de apoyo científico.

## Ducado de Cantabria y reino de Asturias
En cualquier caso, titulan duque de Cantabria a Pedro (segundo dux de Cantabria), padre del rey Alfonso I el Católico, entre otras, las Crónicas de los obispos Rodrigo Jiménez de Rada Toledano (siglo XIII); Lucas Tudense (Eo tempore Adefonsus Catholiicus, Petri, Cantabriensis Ducis filius); la Crónica General de don Alfonso X el Sabio (año 1289, fundamentada en la Crónica Mundi de Lucas de Tuy del año 1230), Firmiter omnes obtinui munitipnes, sucit a victoriosísimo Rege Domino Adefonso, Petri Ducis filio y el cronista Assas en su Crónica General de España.
La realidad es que, tras la invasión árabe, Cantabria fue el único territorio de la península ibérica en el cual no se establecieron guarniciones fijas ni centros administrativos, independientemente de la efectividad de la invasión.
Según el historiador Joaquín González Echegaray en su obra Cantabria Antigua, don Pelayo, quien encabeza la sublevación contra el valí  Munuza, es nombrado caudillo de los cristianos, logra la liberación de toda la Asturias Trasmontana del dominio cordobés y sella un pacto con el duque de Cantabria, Pedro, en virtud del cual se concierta el matrimonio de Ermesinda, hija de don Pelayo, con Alfonso, hijo del duque Pedro, consolidando de esta forma la unión de ambos núcleos cristianos de lucha contra el islam. A la muerte de don Pelayo en el 737, es nombrado jefe de los astures su hijo Fáfila (o Favila) quien tres años después resulta muerto por un oso durante una cacería en Llueves, aldea del monte de Cangas de Onís. Alfonso es elegido sucesor del trono de su suegro don Pelayo y su cuñado Favila; tal vez contribuyó a su prestigio el que fuera hijo del duque Pedro. Se daba la circunstancia de que aunque al parecer Favila tenía hijos, estos eran aún menores. En cualquier caso Alfonso I el Católico ya nunca usó el título de duque de Cantabria, perdurando el nombre de Asturias para denominar al reino en general y más adelante también a la mayor parte del territorio que hoy ocupa la Comunidad Autónoma de Cantabria se la llamó las Asturias de Santillana. No obstante, el Ducado de Cantabria, aún integrado en Asturias, fue cedido por Alfonso I a su hermano Fruela una vez consiguió el trono de Asturias, por lo que el ducado pervivió como división territorial hasta el 768 (fecha de la muerte de Fruela), cuando fue dividido en condados.  El genealogista Luis de Salazar y Castro, apoyado por Llorente, afirma que el ducado fue partido entre los hermanos del rey de Asturias Aurelio, hijo a su vez de Fruela, último duque de Cantabria, de esta manera: el Condado de Castilla para Rodrigo Froilaz, el condado de Lara para Gonzalo Froilaz y el condado de Castrojeriz para Sigerico, además de entre otros condados menores.